# Arvind Kejriwal
Arvind Kejriwal (en hindi : अरविंद केजरीवाल), né le 16 août 1968 à Siwani, est un homme politique indien, fondateur du parti politique Aam Aadmi et récipiendaire du prix Ramon Magsaysay en 2006 pour son action contre la corruption. Il est ministre en chef de Delhi de décembre 2013 à février 2014 et de 2015 à 2024. Opposant au Premier ministre Narendra Modi, celui-ci fait adopter en 2021 une législation spéciale lui retirant la plus grande partie de ses pouvoirs.

## Enfance et formation
Arvind Kejriwal nait le 16 août 1968 à Siwani, un village du district de Bhiwani dans l'Haryana. Il est l'aîné de trois enfants dans une famille aisée. Son père, Gobind Ran Kejriwal, est ingénieur électricien, et sa mère Gita Kejriwal une femme au foyer qui a réussi une excellente scolarité, fait exceptionnel car les filles de son village n'étaient en général pas éduquées. Son grand-père paternel Mangal Chand Bansal est un homme d'affaires fondateur de nombreuses entreprises et un riche propriétaire terrien.
Poussé par sa mère, les résultats scolaires du jeune Arvind Kejriwal sont brillants, il est studieux et finit régulièrement premier de sa classe. Après avoir hésité avec une carrière de médecin, il rejoint l'institut indien de technologie de Kharagpur. Contrairement à la plupart de ses camarades, il choisit de rester en Inde pour l'ensemble de ses études.

## Carrière professionnelle
Après avoir obtenu son diplôme, Kejriwal rejoint en 1989 Tata Steel, une entreprise sidérurgique du groupe Tata. Il en démissionne en 1991 et rejoint Mère Teresa à l’hôpital de Nirmal Hriday à Calcutta. Il y reste un mois, puis participe à différentes œuvres sociales en attendant les résultats des concours administratifs qu'il avait passés.
En août 1992, il rejoint le département des impôts (Indian Revenue Service), où il découvre l'ampleur de la corruption généralisée quand son supérieur lui explique qu'il faut « mettre assez d'argent de côté pendant les premières années pour pouvoir être honnête le reste de sa carrière ».

## Militantisme anti-corruption
En 2000, Kejriwal fonde Parivartan (« changement » en hindi), organisation qui a pour but d'aider la population à lutter contre la corruption et le manque de transparence des institutions indiennes. Il reçoit le prix Ramon Magsaysay du dirigeant naissant en 2006 pour son action.
Il participe au mouvement anti-corruption indien de 2011 d'Anna Hazare.

## Aam Aadmi
En 2012, Kejriwal rompt avec Anna Hazare qui ne souhaitait pas que le mouvement entre en politique et fonde le « parti de l'homme ordinaire » (Aam Aadmi Party).
AAP termine deuxième des élections à Delhi en décembre 2013 et Kejriwal devient ministre en chef d'un gouvernement de coalition. Il démissionne 49 jours plus tard après avoir échoué à faire passer une loi anti-corruption.
Kejriwal est mentionné parmi les 100 personnalités les plus influentes par Time en 2014.
Il est à nouveau candidat au poste de ministre en chef de Delhi lors des élections du 7 février 2015 face à son ancienne camarade du mouvement anti-corruption Kiran Bedi, candidate pour le Bharatiya Janata Party (BJP). Aam Aadmi remporte 67 des 70 sièges, ce qui permet à Kejriwal de retrouver son poste un an jour pour jour après sa démission. Il prête serment le 14 février 2015,. Ce résultat est la première défaite électorale du BJP depuis l'accession de Narendra Modi au poste de Premier ministre de l'Inde.
Le BJP mène à l'approche des élections de 2020 une campagne extrêmement agressive contre lui, l'accusant notamment de terrorisme et cherchant à exacerber les tensions religieuses. Il est cependant confortablement réélu, son parti obtenant 62 des 70 sièges de l’assemblée de Delhi.
Narendra Modi fait adopter en avril 2021 une législation spéciale, entièrement dirigée contre Arvind Kejriwal, lui retirant une grande partie de ses pouvoirs au profit du lieutenant-gouverneur de Delhi, nommé par le gouvernement. Arvind Kejriwal ne peut désormais plus intervenir sur les sujets de la lutte contre la corruption, de l’éducation, de la santé, du bien-être social, du tourisme, des hôpitaux et des transports.
Il rejoint avec son parti en 2023 l'Alliance inclusive de la nation indienne pour le développement (India), un regroupement d’une trentaine de partis d’opposition, pour tenter de mettre en échec le BJP aux élections législatives de 2024.
La pression judiciaire le visant s'accroit ensuite. Lui-même et plusieurs de ses proches sont inculpés pour corruption. Il est arrêté le 21 mars à la résidence officielle du chef du gouvernement de Delhi, tandis que des policiers bouclaient le quartier pour éviter des manifestations de partisans. Les fausses accusations de corruption contre des figures de l'opposition et des représentants de la société civile qui dérangent le pouvoir sont courantes dans l'Inde de Narendra Modi. Le 10 mai, La Cour suprême de l'Inde accorde une caution provisoire à Arvind Kejriwal, dans le cadre de l'affaire de blanchiment d'argent liée à la politique de l'alcool de Delhi, lui permettant ainsi de faire campagne aux élections générales.
Le 17 septembre 2024, il remet sa démission afin de lancer sa campagne pour les élections à l'Assemblée législative de Delhi qui doivent se tenir début 2025. Le 21 septembre, il est remplacé par Atishi Marlena.